# Concerto Italiano
Concerto Italiano es un conjunto vocal e instrumental italiano especializado en la interpretación de música renacentista y barroca. Fue fundado en 1984 por su director, Rinaldo Alessandrini. En 1995 se formó la orquesta instrumental del Concerto Italiano, que se añadió al conjunto vocal existente. 

## Repertorio
Hicieron su debut en Roma, en 1984, interpretando la ópera La Calisto, de Francesco Cavalli, a la que siguieron otras óperas y oratorios, como el Amadigi di Gaula, de Händel, Caino, de Alessandro Scarlatti, Catone in Utica, de Leonardo Vinci y La Senna festeggiante, de Vivaldi.
Desde entonces han interpretado un repertorio que va desde la música madrigalística italiana de finales del Renacimiento de compositores como Orlando di Lasso, Luca Marenzio, Adriano Banchieri, Carlo Gesualdo y Claudio Monteverdi, hasta compositores de finales del Barroco, como Bach. En el año 2001 realizaron, incluso, una incursión dentro del terreno del bel canto al grabar un disco de arias de Rossini junto con la soprano María Bayo.
En los últimos años han grabado numerosas óperas y conciertos de Vivaldi, al ser uno de los grupos que participan en la grabación de la "Vivaldi Edition". Este es un proyecto auspiciado por el Istituto per i Beni Musicali in Piamonte y el sello discográfico Opus 111 para la grabación completa de las 450 obras del compositor italiano, que se hallan en los 27 tomos que se conservan en la Biblioteca Nazionale Universitaria di Torino, muchas de las cuales no se habían publicado ni grabado hasta entonces. Entre los discos publicados por el Concerto Italiano para esta edición, figuran la ópera L'Olimpiade, La Senna festeggiante, Le Quattro Stagioni (una de las mejores versiones existentes según la revista Gramophone), Vespri Solenni per la Festa dell'Assunzione di Maria Vergine y Concerti per archi.

## Premios y reconocimientos
El grupo ha recibido cuatro veces el prestigioso premio Gramophone a lo largo de su carrera:
- En 1994, por la grabación del cuarto libro de madrigales de Monteverdi. Fue la primera vez que un grupo italiano de música barroca recibía este premio.
- En 1998, por la grabación del octavo libro de madrigales de Monteverdi.
- En el 2002, por su disco de madrigales de Luca Marenzio.
- En el 2004, por su disco Vespri solenni per la festa dell’Assunzione di Maria Vergine de Vivaldi

También han recibido otros importantes galardones, como el Preis der deutschen Schallplattenkritik, el Prix de la Nouvelle Académie du disque, el Premio internazionale Antonio Vivaldi (Fundación Giorgio Cini), el Prix de l'Académie Charles Cros, el Diapason d'Or (2003), el Choc du Monde de la Musique (2003), etc.

## Discografía
Las primeras grabaciones del grupo fueron para los sellos italianos Tactus y Arcana. A partir de 1992, el grupo graba en exclusiva para el sello Opus 111, que en el año 2000 pasó a formar parte de la discográfica francesa Naïve. Por ese motivo, las grabaciones de principios de los años 2000 aparecen como Opus 111/Naïve en la signatura.
Álbumes originales:
- 1988 – Antonio Vivaldi: Concerti per archi.[8] (Tactus TC.672201, Tactus TB.672258, Brilliant Classics "The Baroque Collection" 93179/3)[9][10]
- 1990 – Claudio Monteverdi: Madrigali[11] sui testi del Tasso.[12] (Tactus TC.561303, Brilliant Classics 99710/2 "Monteverdi: Tasso Madrigals")[13][14]
- 1992 – Alessandro Scarlatti: Cantate[15] e duetti.[16] (Tactus TC.661901).[17]
- 1992 – Palestrina: Il Primo Libro de' Madrigali a quattro voci. (Tactus TC.521601, Tactus TB.521604, Brilliant Classics 93364).[18]
- 1992 – Monteverdi: Il Sesto Libro de Madrigali.[19] (Arcana A 66, Arcana A 321, Arcana A 2006, Arcana A 425).
- 1992 – Alessandro Scarlatti: Cain, ovvero il primo Omicidio.[20] Concerto Italiano junto con Europa Galante. (Opus 111 OPS 30-75/76 2 CD).
- 1993 – Monteverdi: Quatro Libro dei Madrigali. (Opus 111 OPS 30-81, Naïve OP 30502).
- 1994 – Marenzio: Madrigali a quattro voci.[21] (Opus 111 OPS 30-117).
- 1994 – Monteverdi: Secondo Libro dei Madrigali (1590). (Opus 111 OPS 30-111, Naïve OP 30487) (2009 – Baroque Voices Vol. 27).
- 1994 – Lassus: Villanelle,[22] moresche[23] e altre canzone.[24] (Opus 111 OPS 30-94).
- 1994 – Frescobaldi: Arie[25] Musicali. (Opus 111 OPS 30-105/106 2 CD).
- 1995 – Banchieri: Il Festino del Giovedì Grasso[26] / Striggio:[27] La Caccia.[28] (Opus 111 OPS 30-137)
- 1995 – Frescobaldi: Primo Libro dei Madrigali. (Opus 111 OPS 30-133, Naïve OP 30497).
- 1996 – A. Scarlatti: Cantata per la Notte di Natale.[29] (Opus 111 OPS 30-156)
- 1996 – Monteverdi: Quinto Libro de' Madrigali (1605). (Opus 111 OPS 30-166, Opus 111 OPS 30-445, Naïve OP 30445) (2008 – Baroque Voices Vol. 09).
- 1996 – Monteverdi: Musica Sacra.[30] (Opus 111 OPS 30-150).
- 1997 – J. S. Bach: CembaloKoncerte. (Opus 111 OPS 30-153)
- 1997 – Monteverdi: Ottavo Libro de' Madrigali (1638), Vol. I. (Opus 111 OPS 30-187, Opus 111 OPS 2027, Naïve OP 30465 (2008 – Baroque Voices Vol. 20 – Reeditado con el título "Lamento della ninfa")).
- 1997 – Vivaldi: Concerti[31] e Cantate. (Opus 111 OPS 30-181, Naïve OP 30447)
- 1997 – Vivaldi: «Amor, hai vinto»[32]  / Striggio: «Il cicalamento delle donne al bucato»[33] (Opus 111/CD Classica CDC 106)
- 1997 – Vivaldi: Gloria,[34] Concerti,[35] Magnificat.[36] Junto con la Akademie Vocal Ensemble. (Opus 111 OPS 30-195, Opus 111 OPS 1951, Opus 111 OP 30195, Naïve 30-448) (Baroque Voices[37] Vol. 15. Naïve V 5113) (2007, Instants classiques vol. 14)
- 1998 – Monteverdi: Ottavo Libro dei Madrigali,[38] Vol. 2. Combattimenti di Tancredi e Clorinda, Il ballo delle ingrate. (Opus 111 OPS 30-196, Opus 111 OPS 1961)
- 1998 – Pergolesi / A. Scarlatti: Stabat Mater.[39] (Opus 111 OPS 30-441, Naïve OP 30406, Naïve V 5110) (Instants classiques vol. 11)
- 1999 – Bach: Die Kunst der Fuge. (Opus 111 OPS 30-191).
- 1999 – Monteverdi: Le passioni dell'anima. (Opus 111 OPS 30-256).
- 1999 – Vivaldi: Stabat Mater,[40] Concerti Sacri, Clarae Stellae. Musica Sacra Vol. 1. (Opus 111 OPS 30-261, Opus 111 OPS 30-367, Naïve OP 30367, Naïve OP 30488) (2009 – Baroque Voices Vol. 28)
- 2000 – Gesualdo: O dolorosa gioia. Madrigali[41] dai Libri Quinto e Sesto. (Opus 111 OPS 30-238, Naïve OP 30486) (2009 – Baroque Voices Vol. 25).
- 2001 – Marenzio: Madrigali. Il piu dolce signo d'Italia.[42] (Opus 111 OPS 30-245)
- 2001 – Haendel: Il Trionfo del Tempo e del Disinganno. (Opus 111 OPS 30-321, 2 CD,  Naïve OP 30440) (2007 – Baroque Voices Vol. 08)
- 2002 – D. Scarlatti: Stabat Mater a dieci voci.[43] (Opus 111/Naïve 30248, Naïve OP 30446)
- 2002 – Rossini: Opera arias & sinfonías.[44] Con María Bayo. (Astrée[45] E 8853)
- 2002 – Vivaldi: L'Olimpiade. (Opus 111/Naïve OP 30316)
- 2002 – Vivaldi: La Senna Festeggiante. (Opus 111/Naïve OP 30339)
- 2003 – Vivaldi: Le Quattro Stagioni. (Naïve OP 30363). La edición del 2003 es un doble CD con el disco extra "Concerto Italiano Portrait". La edición del 2006, que tiene la misma signatura, no incluye el disco extra.
- 2003 – Vivaldi: Vespri solenni per la festa dell’Assunzione di Maria Vergine.[46] (Opus 111/Naïve OP 30383, Naïve OP 30543, Naïve OP 30475)
- 2004 – Monteverdi, Vivaldi, Handel. Con Sara Mingardo. (Naïve OP 30395). Reeditado como: From Monteverdi to Handel: Arie & Cantate. (Naïve OP 30462) (2008 – Baroque Voices Vol. 21)
- 2004 – Monteverdi: Vespro della beata vergine. (Naïve OP 30403)
- 2004 – Bach, Vivaldi, Marcello: Concerti Italiani. (Naïve OP 30301)
- 2004 – Vivaldi: Concerti per archi. (El disco, aunque con el mismo título, es diferente del publicado en 1998 por Tactus). (Opus 111/Naïve OP 30377)
- 2005 – J. S. Bach: Brandenburg Concertos. (Naïve OPS 30412)
- 2006 – A. Scarlatti: Magnificat,[47] Dixit Dominus. (Naïve OP 30350, Naïve OP 30525)
- 2006 – Monteverdi: Il Sesto Libro de Madrigali. (Naïve OP 30423, Naïve OP 30522)
- 2006 – Monteverdi: Madrigali Guerrieri e Amorosi, Libro 8. (Naïve OP 30435, Naïve OP 30425). Son 3 CD, de los que dos ya habían sido publicados individualmente:
  - 1997 – Monteverdi: Ottavo Libro de' Madrigali (1638), Vol. I
  - 1998 – Monteverdi: Ottavo Libro dei Madrigali, Vol. 2. Combattimenti di Tancredi e Clorinda, Ballo delle Ingrate
- 2006 – Vivaldi: Arie per basso. Con Lorenzo Regazzo. (Naïve OP 30415, Naïve OP 30524)
- 2007 – Monteverdi: L'Orfeo. (Naïve OP 30439)
- 2008 – Pergolesi: Messa Romana / Alessandro Scarlatti: Messa per il Santissimo Natale. (Naïve OP 30461)
- 2008 – Tůma: Partite, Sonate e Sinfonie. (Naïve OP 30436)
- 2009 – Händel: Arie per basso . Con Lorenzo Regazzo. (Naïve OP 30472)
- 2009 – Händel: Opera Arias & Duets. Con Sandrine Piau y Sara Mingardo. (Naïve OP 30483, Naïve OP 30521)
- 2009 – Vivaldi: Gloria. Con Sara Mingardo. (Naïve OP 30485). Con la misma signatura, existe una versión con un DVD extra.
- 2010 – Vivaldi: Armida al campo d'Egitto. (Naïve OP 30492)
- 2010 – Melani: Mottetti. (Naïve OP 30431)
- 2011 – 1600. (Naïve OP 30531)
- 2011 – Per La Vergine Maria. (Naïve OP 30505)
- 2012 – Bononcini: Messa, Stabat Mater. (Naïve OP 30537)
- 2013 – Caccini: L'Euridice. (Naïve OP 30552)
- 2013 – Vivaldi: Concerti per archi II. (Naïve OP 30554)
- 2014 – Monteverdi: Vespri solenni per la festa di San Marco. (Naïve OP 30557). Incluye un DVD con el film: "L'umano e il suo divino" Alessandrini dirige Monteverdi.
- 2017 – Monteverdi: Night. Stories of Lovers and Warriors. (Naïve OP 30566)
- 2017 – Bach: Variations on variations. (Naïve OP 30575)
- 2018 – Un Viaggio A Roma. Con Sandrine Piau y Sara Mingardo. (Naïve OP 30568)
- 2018 – Julien Martineau. Come una volta. Calace, Vivaldi, Caudioso. (EMT/Naïve v 5455)
- 2018 – 1700. (Naïve OP 30568)
- 2019 – Johann Sebastian Bach, Johann Bernhard Bach, Johann Ludwig Bach: Ouvertures for Orchestra. (Naïve OP 30578)
- 2020 – Monteverdi: Il Terzo Libro de' Madrigali. (Naïve OP 30580)
- 2021 – Vivaldi: Concerti per violino IX "Le nuove vie" . (Naïve OP 7258)

Álbumes originales junto con otros grupos:
- 2003 – ResOnanzen 2003. Concerto Italiano junto con otros grupos. (ORF "Edition Alte Musik" CD 341).
- 2005 – ResOnanzen 2005. Metropolen. Concerto Italiano junto con otros grupos. (ORF "Edition Alte Musik" CD 417).

Álbumes recopilatorios y cajas de discos:
- 1997 – Viva Rinaldo Alessandrini (Opus 111 OPS 1004)
- 2002 – Monteverdi: Musica sacra / Le passioni dell'anima. (Naïve OP 2005). Es una caja con los dos discos editados previamente:
  - 1996 – Monteverdi: Musica Sacra
  - 1999 – Monteverdi: Le passioni dell'anima
- 2003 – Bach: The Art of Fugue / Keyboard Concertos. (Naïve OP 20011). Es una caja con los dos discos editados previamente:
  - 1997 – J.S. Bach: CembaloKoncerte.
  - 1999 – J.S. Bach: Die Kunst der Fuge
- 2004 – Sara Mingardo. Contralto. Pergolesi, Scarlatti, Vivaldi, Handel. (Opus 111/Naïve OP 30373). Es una recopilación de grabaciones del Concerto Italiano con Sara Mingardo. En algunas obras también interviene Akademia - Ensemble vocal de Champagne-Ardenne.
- 2007 – Vivaldi: L'Olimpiade. Extraits/Highlights. (Naïve OP 30451). Es una recopilación en un solo disco de los tres que componen la ópera completa.
- 2009 – Marenzio: Madrigali. (Naïve NC40010). Incluye los dos siguientes álbumes ya editados, junto con un libro:
  - 1994 – Marenzio: Madrigali a quattro voci
  - 2001 – Marenzio: Madrigali. Il piu dolce signo d'Italia
- 2014 –  Madrigaux de l'Amour guerrier. Extraits des Livres II, IV, V, VI, VII, VIII et IX. (Diapason N.º 60). Es parte de la serie "Les Indispensables de Diapason"

Álbumes recopilatorios junto con otros grupos:
- 1993 – Monteverdi - Frescobaldi Festival (1643 - 1993). Recopilatorio junto con Cappella Mauriziana. (Tactus EC 3977-2)[48]
- 1997 – Bella Italia. L'Age D'or Du Baroque Italien. Recopilatorio junto con Europa Galante y Cappella de' Turchini. (Opus 111 OPS 1006)
- 2008 – The Vivaldi Edition Operas #1. (Naïve OP 30470, 28 CD)
- 2009 – Vivaldi: La Folie. (Naïve V 5138, 2 CD)
- 2009 – Histoires Sacrées. (Naïve V 5155, 4 CD)
- 2009 – Esprit Baroque. (Naïve V 5168)
- 2009 – Esprit Sacré. (Naïve V 5169)
- 2009 – Esprit Zen. (Naïve V 5171)
- 2009 – Esprit Mélancolique. (Naïve V 5172)
- 2009 – Les Classiques Au Soleil. (Naïve V 5195)
- 2009 – Les 10 plus grandes émotions classiques. (Naïve V 5204)